# Mayotte
| Mayotte Département de Mayotte     | Mayotte Département de Mayotte |
| Flagge                             | Wappen                         |
| Basisdaten                         | Basisdaten                     |
| ---------------------------------- | ------------------------------ |
| Amtssprache                        | Französisch                    |
| Hauptort                           | Mamoudzou                      |
| Fläche                             | 376,78 km²                     |
| Einwohnerzahl                      | 256.518 (14. Dezember 2017)    |
| Bevölkerungsdichte                 | 680,8 Einwohner pro km²        |
| Gemeinden                          | 17                             |
| Präfekt                            | François-Xavier Bieuville      |
| Präsident des Départementrates     | Ben Issa Ousseni               |
| Bruttoinlandsprodukt               | 2,9 Milliarden € (2021)        |
| Bruttoinlandsprodukt pro Einwohner | 9978 € (2021)                  |
| Währung                            | Euro (EUR)                     |
| Zeitzone                           | UTC+3                          |
| ISO 3166-2:FR                      | FR-976                         |
| ISO 3166                           | YT, MYT, 175                   |
| Internet-TLD                       | .yt                            |
| Telefonvorwahl                     | +262                           |
| Lagekarte                          |                                |
|                                    |                                |
| Reliefkarte von Mayotte            |                                |

Mayotte ist ein französisches Überseedepartement und eine Region im Indischen Ozean zwischen Madagaskar und der Küste von Mosambik. Geographisch gehört es zum Archipel der Komoren. Der Hauptort ist Mamoudzou.
Im März 2011 erhielt Mayotte den Status des 101. französischen Départements. Seit Januar 2014 ist es als ein Gebiet in äußerster Randlage Teil der Europäischen Union, gehört jedoch nicht zum Schengen-Raum. Die Union der Komoren erhebt seit ihrer Unabhängigkeit im Jahre 1975 Anspruch auf Mayotte. Auch die Vereinten Nationen erkennen den Anspruch Frankreichs nicht an. Amtssprache ist zwar Französisch, gesprochen wird aber vor allem Mahorisch, eine Variante des Swahili. Die Insel heißt auf Mahorisch „Mahoré“, wovon sich der Name der Sprache „Mahorisch“ sowie das Attribut „mahorisch“ ableiten. Die Bewohner Mayottes werden „Mahorer“ genannt.

## Geographie

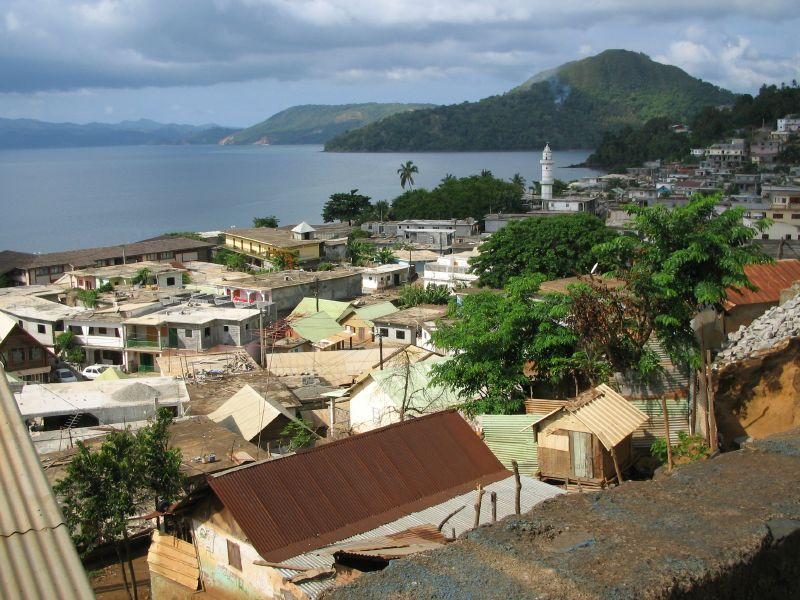
Blick auf Sada

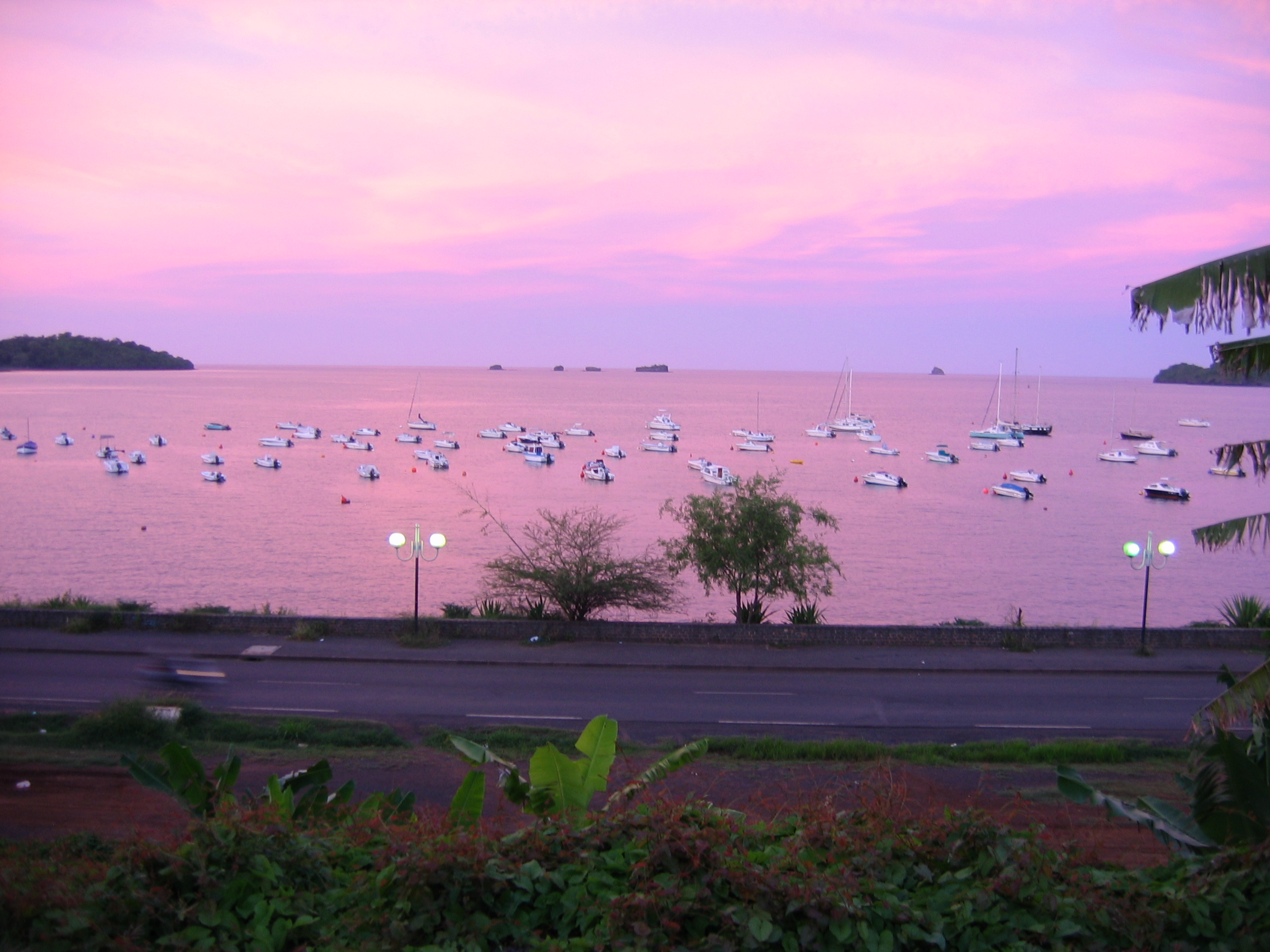
Bucht vor Mamoudzou, des Hauptortes von Mayotte

Die Inselgruppe Mayotte besteht aus der Hauptinsel „Grande Terre“ (auch, wie das ganze Überseegebiet selbst, Mayotte genannt), der Nebeninsel „Petite Terre“ (Pamanzi) und mehreren kleineren und unbewohnten Inseln (îlots). Die Landfläche beträgt etwa 374 km².

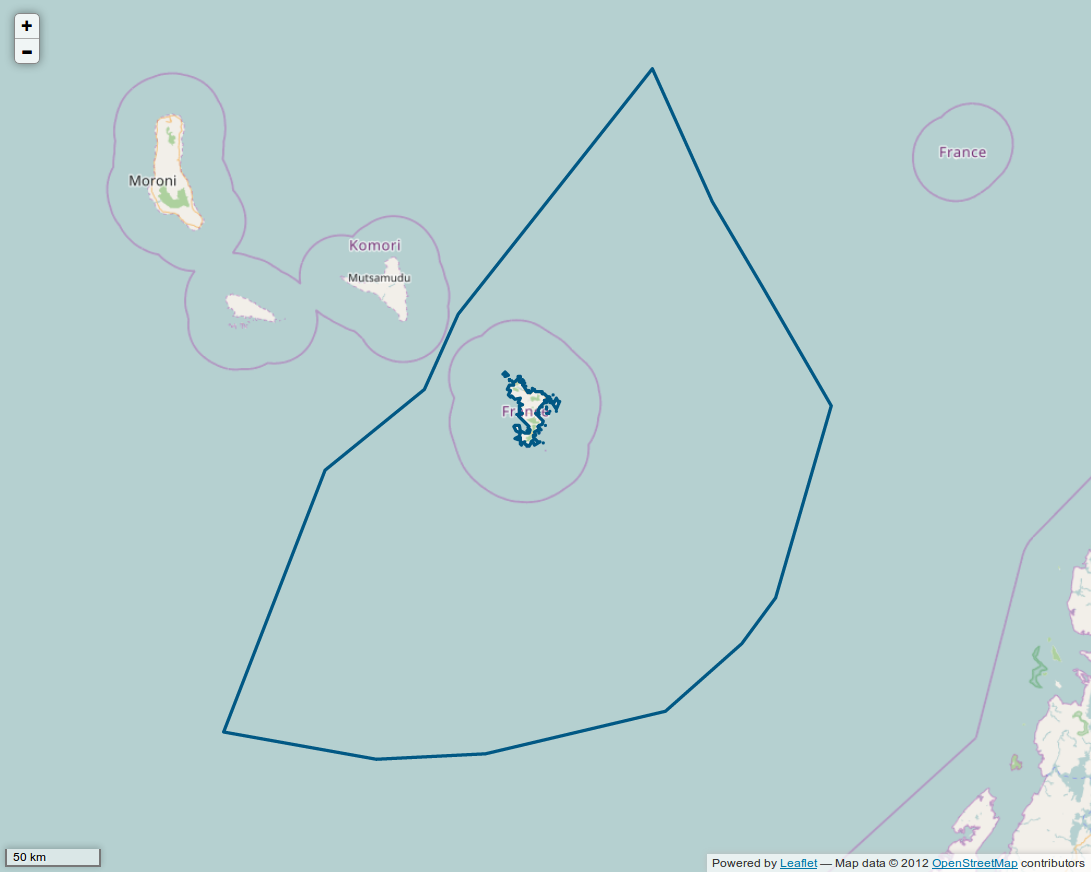
Die offiziellen Grenzen des Parc naturel marin von Mayotte

Mayotte ist mit etwa neun Millionen Jahren die älteste Vulkaninsel der Komoren. Korallenriffe umgeben die Inseln. In der Regenzeit von November bis März sind die Temperaturen höher als in der Trockenzeit. Der höchste Punkt ist mit 660 Metern der Mont Benara auf der Hauptinsel. Der Hauptort Mamoudzou liegt ebenfalls auf der Hauptinsel, während der internationale Flughafen Dzaoudzi Pamandzi auf Petite Terre liegt.
Durch seine Randlage im Indischen Ozean und den Mangel an Lichtquellen auf der Insel ist Mayotte kaum von Lichtverschmutzung betroffen. Seit 2010 bilden die gesamten Territorialgewässer und die Ausschließliche Wirtschaftszone von Mayotte den Parc naturel marin de Mayotte.

### Flora und Fauna
Die ursprüngliche dichte Vegetation – tropischer Regenwald mit wertvollen Holzarten – ist stark zurückgedrängt und fast nur noch in höheren Lagen erhalten. Vanille-Plantagen und Ylang-Ylang-Felder sind heute nicht mehr so bedeutend wie früher. In Niederungen kommen vor allem Kokospalmen, Bananen und Mangobäume vor. Die Küsten sind teilweise von Mangroven bewachsen.

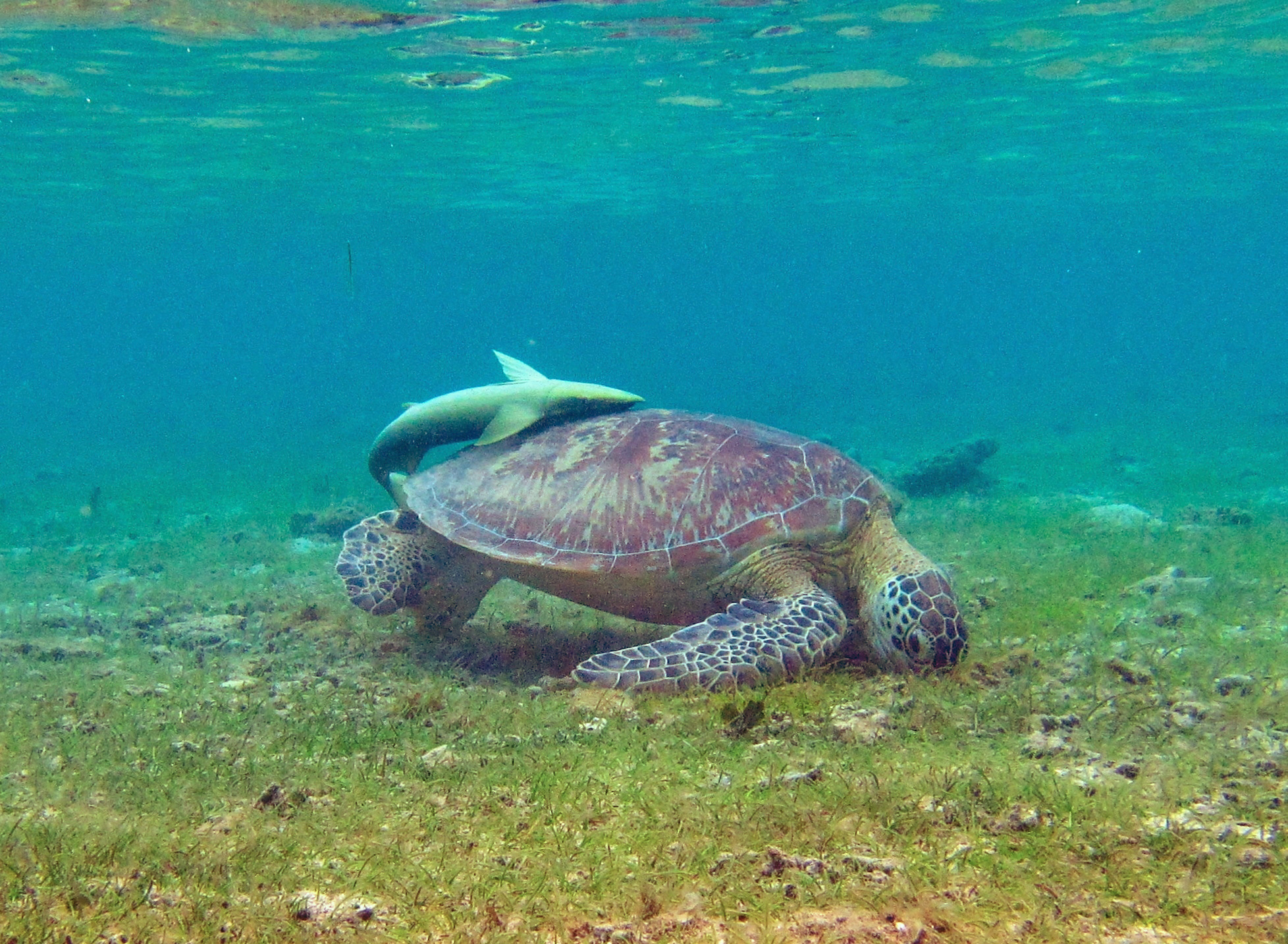
Eine Grüne Meeresschildkröte mit einem Gemeinen Schiffshalter vor dem Strand von N’Gouja, Gemeinde Kani-Kéli

Die Landfauna ist relativ artenarm und zeigt Ähnlichkeit mit derjenigen Madagaskars. Es gibt seltene Vogelarten (endemisch sind die Mayotte-Zwergohreule und der Dotterbrust-Brillenvogel) und Schildkrötenarten sowie Braune Makis. Die Küstengewässer sind reich an vielerlei Wassertieren.

### Vulkanismus
Im Jahr 2018 entstand auf dem Meeresgrund fünfzig Kilometer östlich von Mayotte ein 820 Meter hoher submariner Vulkan in ca. 3500 Metern Tiefe, was sich im gleichen Jahr durch einen Erdbebenschwarm und ein Fischsterben in der Region bemerkbar machte. Dabei wurden ca. fünf Kubikkilometer Lava gefördert, womit es sich hierbei um den vermutlich größten jemals beobachteten Ausbruch unter Wasser handelt.

### Klimatabelle
|                       | Jan  | Feb  | Mär  | Apr  | Mai  | Jun  | Jul  | Aug  | Sep  | Okt  | Nov  | Dez  |   |      |
| Mittl. Tagesmax. (°C) | 30,4 | 30,4 | 30,8 | 30,5 | 29,6 | 28,4 | 27,7 | 27,9 | 28,6 | 29,5 | 30,3 | 30,7 | ⌀ | 29,6 |
| Mittl. Tagesmin. (°C) | 24,2 | 24,2 | 24,4 | 24,2 | 23,3 | 22,1 | 21,0 | 20,0 | 20,5 | 22,0 | 23,2 | 24,0 | ⌀ | 22,8 |
|                       |      |      |      |      |      |      |      |      |      |      |      |      |   |      |
| Niederschlag (mm)     | 301  | 228  | 192  | 102  | 49   | 17   | 17   | 13   | 25   | 52   | 96   | 164  | Σ | 1256 |
|                       |      |      |      |      |      |      |      |      |      |      |      |      |   |      |
| Sonnenstunden (h/d)   | 6,3  | 6,3  | 7,0  | 7,9  | 9,0  | 8,5  | 8,7  | 9,1  | 8,8  | 8,3  | 8,5  | 7,0  | ⌀ | 8    |
|                       |      |      |      |      |      |      |      |      |      |      |      |      |   |      |
| Luftfeuchtigkeit (%)  | 85   | 86   | 86   | 85   | 80   | 78   | 80   | 81   | 82   | 83   | 83   | 85   | ⌀ | 82,8 |

| 24,2 |

| 24,2 |

| 24,4 |

| 24,2 |

| 23,3 |

| 22,1 |

| 21,0 |

| 20,0 |

| 20,5 |

| 22,0 |

| 23,2 |

| 24,0 |

| 24,2 |

| 24,2 |

| 24,4 |

| 24,2 |

| 23,3 |

| 22,1 |

| 21,0 |

| 20,0 |

| 20,5 |

| 22,0 |

| 23,2 |

| 24,0 |

## Geschichte

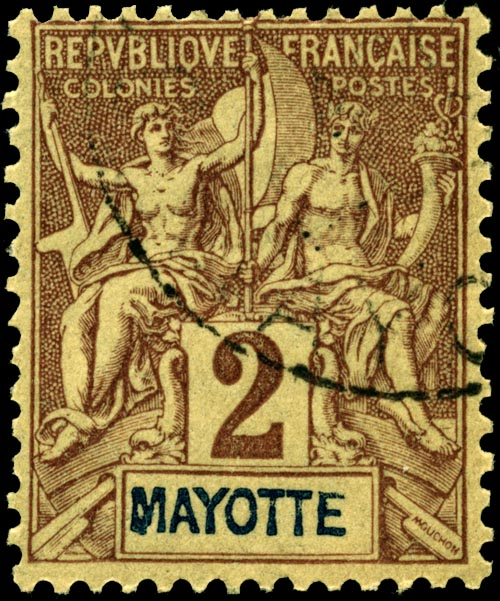
Briefmarke aus der Kolonialzeit

Mayotte war seit 1500 in den Händen von madegassischen Herrschern und lokalen Sultanen. Sklavenjagden des madegassischen Volkes der Sakalava entvölkerten die Insel weitgehend, bis sie 1841 auf Wunsch des wehrlosen Sultans – gegen eine Summe von 1000 Piastres – von Frankreich zum Protektorat erklärt wurde.
Nachdem Frankreich zwischen 1886 und 1892 auch die drei anderen Inseln des Archipels unter sein Protektorat gestellt hatte, wurden die Inseln als Kolonie Mayotte et Dépendances vom französischen Gouverneur von Mayotte verwaltet. 1912 wurde diese Kolonie an die französische Kolonie Madagaskar angeschlossen. Im Jahre 1946 wurden die gesamten Komoren ein französisches Territoire d’Outre-mer, dessen Hauptort zunächst Dzaoudzi auf Mayotte war, später jedoch nach Moroni auf der größten Insel Grande Comore verlegt wurde.
Beim Referendum über die Unabhängigkeit der Komoren am 22. November 1974 stimmte Mayotte als einziger Teil des Archipels mehrheitlich gegen die Unabhängigkeit der Komoren, während die drei übrigen Hauptinseln und damit auch das damalige französische Überseeterritorium der Komoren insgesamt mehrheitlich für die Unabhängigkeit stimmte. Frankreich entließ daraufhin die drei anderen Hauptinseln der Komoren im Jahre 1975 in die Unabhängigkeit, veranstaltete hingegen auf Mayotte im Februar 1976 ein erneutes Referendum, bei dem 99,6 % für den Verbleib bei Frankreich stimmten, und erklärte Mayotte daraufhin durch Gesetz vom 24. Dezember 1976 zu einer Collectivité territoriale (Gebietskörperschaft) der Französischen Republik. Der Staat der Komoren erkennt die Trennung Mayottes von den übrigen Inseln und dessen Zugehörigkeit zu Frankreich nicht an und erhebt seit seiner Gründung Anspruch auf Mayotte. Hierbei stützt er sich auf mehrere aufeinanderfolgende Resolutionen der UN-Generalversammlung, die die Unteilbarkeit der Komoren bekräftigt haben.
Auf der Grundlage eines Abkommens der französischen Regierung mit den lokalen Volksvertretern und eines positiven Votums der wahlberechtigten Einwohner in einem Referendum vom 2. Juli 2000 wurde durch Gesetz vom 11. Juli 2001 der Status der Gebietskörperschaft reformiert. Mayotte wurde dadurch zur Collectivité Départementale erklärt, die in ihrer inneren Organisation weitgehend an die gewöhnlichen französischen Départements angeglichen wurde. Am 29. März 2009 fand ein Referendum zur Frage statt, ob Mayotte den Status eines Übersee-Départements und einer Übersee-Region gemäß Artikel 73 der Verfassung Frankreichs erhalten solle. Bei einer Wahlbeteiligung von 61,4 % stimmten 95,2 % mit „Ja“. In der Folge wurde Mayotte am 31. März 2011 das 101. Département Frankreichs.
Nachdem Mayotte zuvor – ebenso wie vor ihrer Unabhängigkeit die gesamten Komoren – als eines der Überseeischen Länder und Hoheitsgebiete mit der EG beziehungsweise EU assoziiert gewesen war, wurde es durch Beschluss des Europäischen Rates zum 1. Januar 2014 als Gebiet in äußerster Randlage auch Teil der Europäischen Union.
Laut Marie-Claire Thull war Anfang der 2010er Jahre das Bruttoinlandsprodukt Mayottes pro Kopf zehnmal höher als das der Union der Komoren. Allerdings beträgt das BIP/Kopf im Vergleich zum Kernland Frankreichs weniger als ein Drittel. Die Französische Botschaft in Deutschland teilte im Dezember 2010 mit, es sei Ziel der französischen Politik, „den Lebensstandard der mahorischen Bevölkerung an das Niveau der Mutterland-Bewohner heranzuführen“.

## Politik
Mayotte ist seit dem 31. März 2011 ein Übersee-Départements und eine Übersee-Region gemäß Artikel 73 der Verfassung Frankreichs, in der neues französisches Recht unmittelbar gilt, sofern nicht Ausnahmen ausdrücklich vorgesehen sind. Die vor diesem Zeitpunkt in Kraft getreten französischen Gesetze müssen jedoch separat in Kraft gesetzt werden, was in vielen Fällen noch nicht vollständig geschehen ist, so dass nach wie vor größere rechtliche Abweichungen zum europäischen Frankreich bestehen als in anderen Überseedépartements.
Als Gebietskörperschaft hat Mayotte seit dem 31. März 2011 den Status einer Collectivité territoriale unique mit der offiziellen Bezeichnung Département de Mayotte, die die Aufgaben eines Departements und einer Region gleichzeitig ausübt.

### Staatliche Verwaltung
Die französische Zentralregierung wird für ihre Zuständigkeitsbereiche durch den Präfekten vertreten. Eine weitere Untergliederung in Arrondissements existiert in Mayotte nicht.

### Organe des Départements

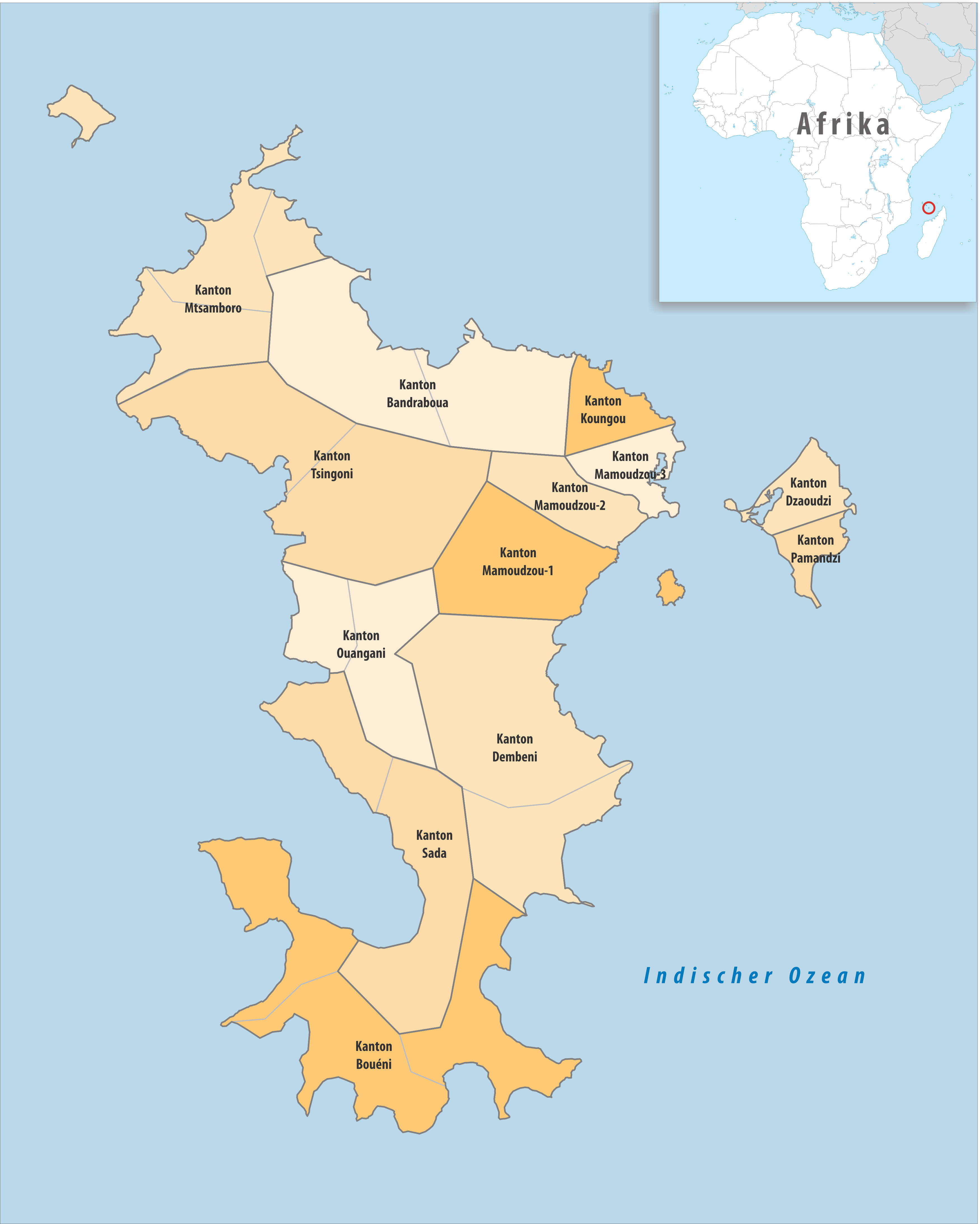
Die Kantone in Mayotte

Die beschlussfassende Volksvertretung des Département de Mayotte ist der Départementrat (Conseil départemental), der 26 Mitglieder hat. In jedem der 13 Kantone, die sich räumlich im Allgemeinen nicht mit den Gemeinden decken, werden zwei Mitglieder (conseillers départementaux) – jeweils ein Mann und eine Frau – gemeinsam nach Mehrheitswahlrecht in potentiell zwei Wahlgängen gewählt. Die Exekutive des Départements liegt beim Präsidenten des Départementrats. Präsident des Départementrats ist seit 2021 Ben Issa Ousseni.

### Gemeinden

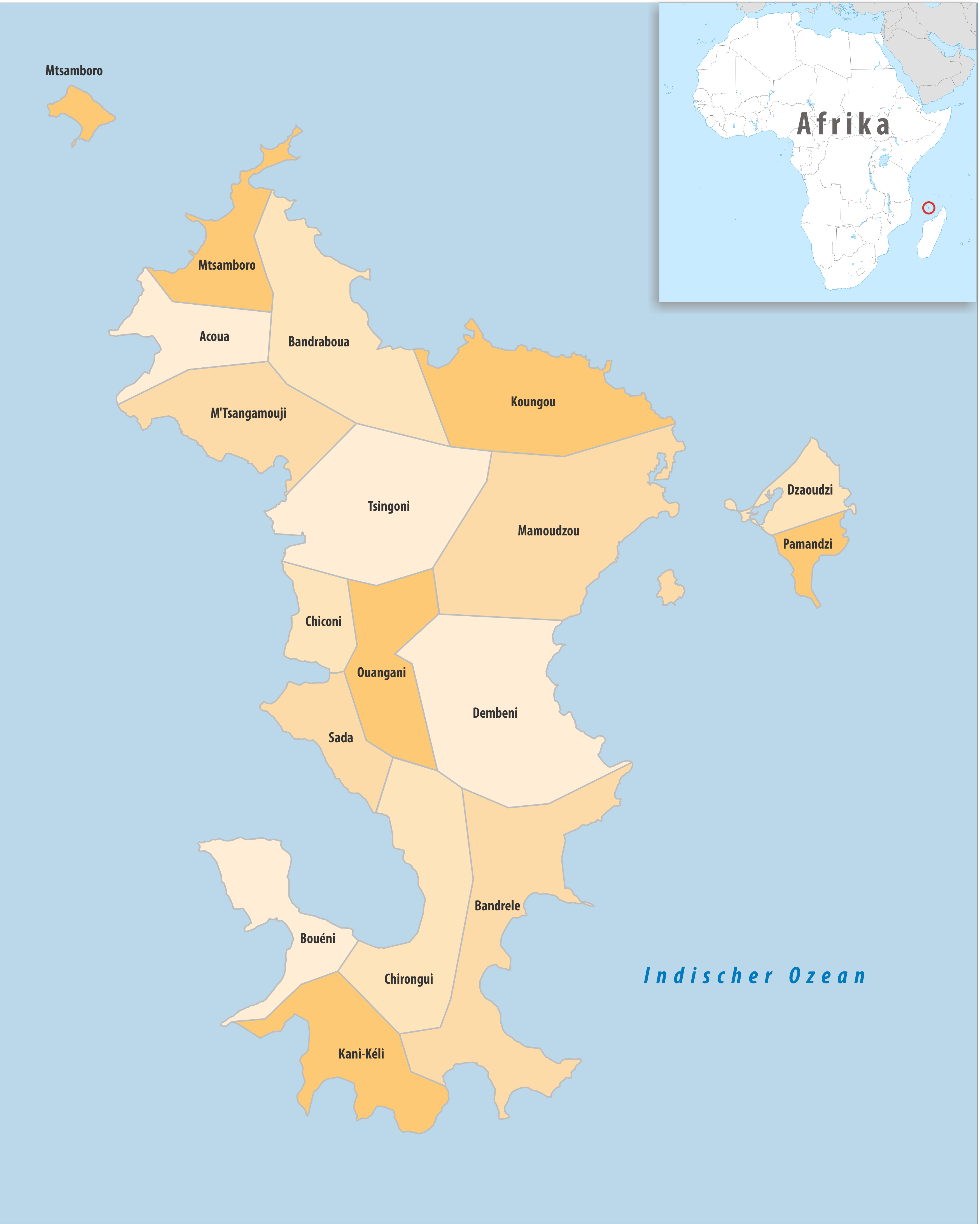
Gemeinden in Mayotte

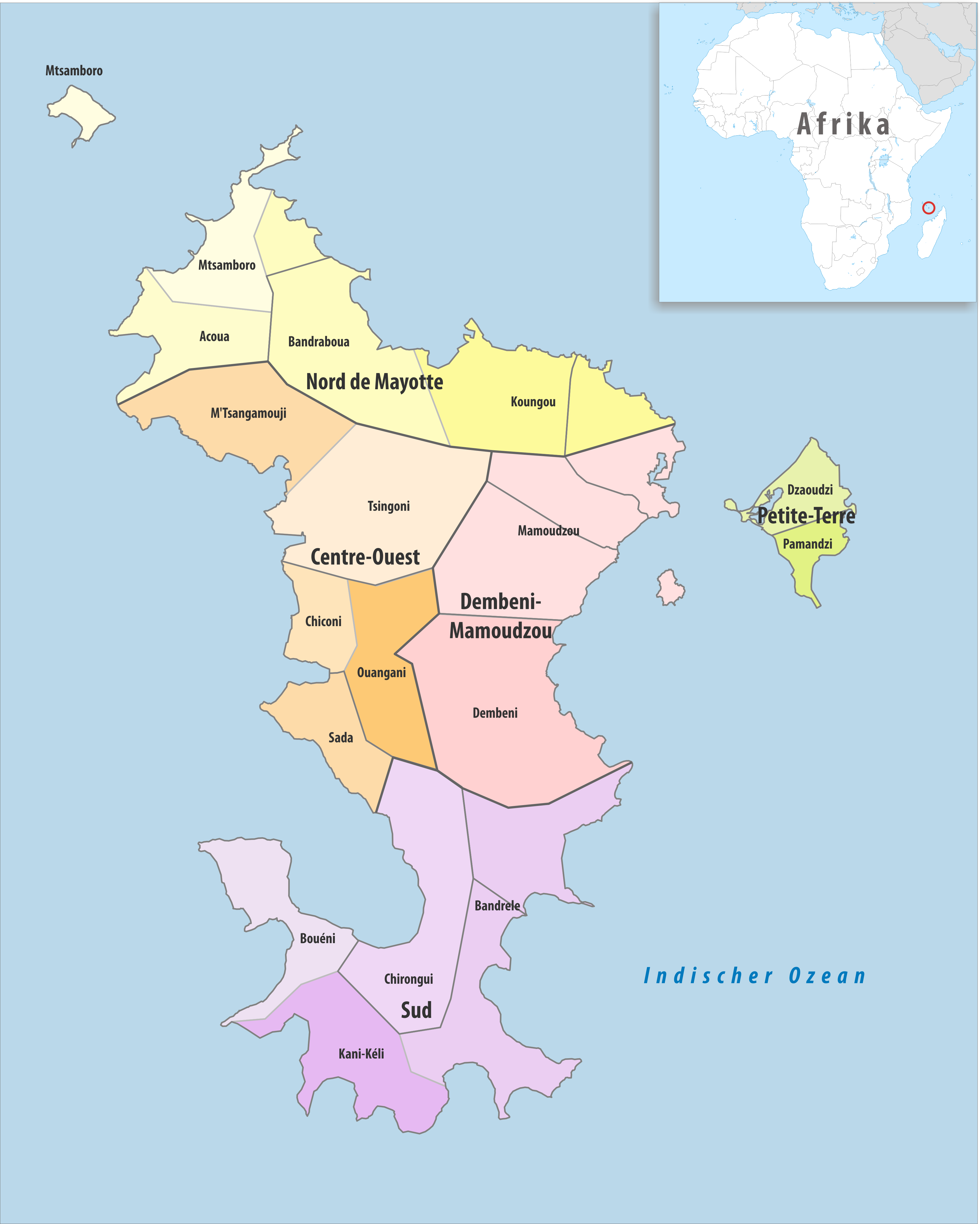
Die kommunalen Zweckverbände in Mayotte mit den zugehörigen Gemeinden

Die lokalen Gebietskörperschaften sind die 17 Gemeinden. Die Gemeinden sind in fünf Établissements publics de coopération intercommunale à fiscalité propre (kommunalen Zweckverbänden mit eigenen Steuereinnahmen) zusammengeschlossen.

### Parlamentarische Vertretung
Mayotte ist in der französischen Nationalversammlung seit Juni 2012 mit zwei direkt gewählten Abgeordneten und im Senat mit zwei indirekt gewählten Senatoren vertreten.

### Rechtsstellung
Seit 2014 gilt auf der Insel französisches Recht. Die Einwohner von Mayotte konnten bis zum 31. Dezember 2013 entscheiden, welches Recht auf sie angewandt wurde, entweder:
- das allgemeine (französische) Recht, wie es im europäischen Frankreich gilt (Code civil, Notare, Verwaltung, Gerichte usw.) oder
- das sogenannte statut personnel, dann galt das europäische Recht nicht, auch nicht die laïcité. Dieser Status war nur möglich für die islamischen Einwohner von Mayotte und Einwanderer von den Komoren oder aus dem Nordwesten Madagaskars. Die Rechtsprechung erfolgte durch islamische Qādīs. Betroffen war die Rechtsstellung der Frauen (unter anderem einseitige Scheidung, Vielehe), das Erbrecht (zum Beispiel Diskriminierung nach Religionszugehörigkeit) und das Bodenrecht. Nach muslimischem Recht wurden Ehen ab einem Alter von 15 Jahren geschlossen.

Die rechtliche Besonderheit des statut personnel war ein Hindernis für die vollständige Eingliederung Mayottes in den französischen Staat.
Mit der 2011 erfolgten Eingliederung wurde das Rechtssystem an das des Mutterlandes angepasst.

### EU-rechtlicher Status
Mayotte gehört seit dem 1. Januar 2014 als Gebiet in äußerster Randlage zum Gebiet der Europäischen Union. Es gehört zum Zollgebiet der Union und verwendet den Euro als gesetzliches Zahlungsmittel, ist jedoch nicht Teil des Geltungsbereichs des Mehrwertsteuersystems der EU und nicht Teil des Schengen-Raums.

### Militär
Auf der Insel ist bis heute ein kleines Kontingent französischer Soldaten des 5e Régiment étranger der Fremdenlegion (ehemals Détachement de Légion étrangère de Mayotte) stationiert.

## Gesellschaft

Bevölkerungsentwicklung, Fertilitäts- und Nettoreproduktionsraten von 1950 bis 2021; Prognose der Bevölkerungsentwicklung bis 2032; Schätzung der Vereinten Nationen 2022
Blaue Kurve (linke Y-Achse): Gesamtbevölkerung jeweils zum 1. Juli in Tausend
Blaue gepunktete Kurve (linke y-Achse): Gesamtbevölkerung jeweils zum 1. Juli in Tausend, „Mittlere Prognose“ („Medium variant“)
Rote Kurve (rechte y-Achse): Gesamtfruchtbarkeitsrate (Lebendgeburten pro Frau)
Gelbe Kurve (rechte y-Achse): Nettoreproduktionsrate (überlebende Töchter pro Frau)

Die Frauen haben eine relativ starke Position in der mahorischen Gesellschaft. Sie sind traditionell die Hauseigentümerinnen. Die Männer ziehen zu ihren Frauen und verlassen deren Haus im Falle der Scheidung, wodurch diese eine gewisse finanzielle Absicherung haben. Jeder Mann muss für seine Töchter bzw. Schwestern ein Haus oder eine Etage bauen. Die Häuser werden von den Müttern an die Töchter vererbt. Die Familien sind relativ instabil, was sich in einer hohen Scheidungsrate, aber auch Wiederverheiratungsrate zeigt. Scheidungen werden oft von den Frauen eingereicht, was keine soziale Schande ist. Offiziell ist die Polygamie seit kurzem verboten. Die Jungen ziehen im Alter von 14 Jahren traditionell in Lehmhütten (Bangas) neben dem Elternhaus, um selbstständig zu werden. Die Bangas werden von Bruder zu Bruder weitergegeben. Die Mädchen bleiben im Elternhaus wohnen.
Kinder aufgegriffener illegal eingewanderter Eltern werden oft von diesen auf Mayotte zurückgelassen; teilweise wird ihre Existenz französischen Exekutivorganen gegenüber verschwiegen. Anschließend sind sie sich selbst überlassen und schließen sich Gangs an, deren Mitglieder nicht die Schule besuchen, keine legale Arbeit finden und überwiegend von Diebstählen leben. Erwachsene Menschen «sans papiers» („ohne Papiere“, also ohne Aufenthaltsberechtigung) werden regelmäßig von der Polizei aufgegriffen, können aber de facto nicht abgeschoben werden, da die Union der Komoren weder eigene Staatsbürger noch Menschen mit ungeklärter Staatsbürgerschaft zurücknimmt.
98 % der Bevölkerung sind sunnitische Muslime.

### Auswirkungen globaler Fluchtbewegungen im 21. Jahrhundert
Von 160.301 Bewohnern waren gemäß Zensus von 2002 64,7 % in Mayotte geboren, 3,9 % in anderen französischen Gebieten. 28,1 % waren von den benachbarten Inseln der Komoren eingewandert, 2,8 % aus Madagaskar und die übrigen 0,5 % aus anderen Ländern. Im Juli 2004 wurden 178.438 Einwohner gezählt, wovon mehr als die Hälfte jünger als 20 Jahre war.
Nach Angaben von Mansour Kamardine (Bürgermeister von Mayotte 2002–2007) waren im Jahr 2017 52 % der Bevölkerung illegale Einwanderer und ihre Kinder, von denen die meisten über die benachbarte Komoreninsel Anjouan einreisen. Die meisten dieser Einwanderer sind Afrikaner aus dem Gebiet der Großen Seen, Pakistaner und Madegassen. 2015 lebten geschätzte 100.000 bis 150.000 illegale Einwanderer auf Mayotte, meist von den umliegenden Inseln zugewanderte Menschen. Da die Zuwanderer zumeist nachts in kwassa-kwassa genannten Booten die Überfahrt nach Mayotte wagen, ist es schwierig, die illegale Zuwanderung effektiv zu unterbinden, obwohl es rund um Mayotte Frontex-ähnliche Kontrollen der Gewässer gibt, zumal die Bootsinsassen das Risiko, durch Kentern zu sterben, in Kauf nehmen. 2013 sorgte der Präsident der Komoren, Ikililou Dhoinine, bei der UN-Generalversammlung für Aufsehen, als er den Delegierten in New York erklärte, dass die strenge Handhabung der für die Einreise nach Mayotte geltenden Visumspflicht für den Tod von 10.000 seiner Landsleute verantwortlich sei und das Meer zwischen Mayotte und den anderen Inseln zum „größten Unterwasser-Friedhof der Welt“ gemacht habe.

Straßenkarte von Mayotte (mit Gemeindegrenzen und Ortschaften)

Hauptmotiv der Zuwanderer sei es 2007 gewesen, unter harten Bedingungen, aber zu wesentlich attraktiveren Löhnen als in der Heimat auf Plantagen zu arbeiten. Tatsächlich versuchen französische Behörden, aufgegriffene illegale erwachsene Einwanderer zügig abzuschieben. Unter den Einreisenden sind hochschwangere Frauen stark vertreten, da Frankreich prinzipiell keine Minderjährigen abschiebt. Die Hoffnung, dass diese Kinder französische Staatsbürger werden, scheitert oft schon an der Bedingung, dass sie bis zu ihrem 16. Geburtstag ihrer Schulpflicht gewissenhaft nachkommen müssen, deren Einhaltung aber de facto nicht erzwungen werden kann.
Nach Aussagen des Abgeordneten Mansour Kamardine vor dem französischen Parlament 2020 führte die massive illegale Einwanderung seit mehreren Jahren zu einer kontinuierlichen Steigerung der Gewalt. Einen Höhepunkt erreichten die Gewalttaten im November 2022, als sich die Insel „am Rande des Bürgerkriegs“ befand, nachdem zwei rivalisierende Banden Häuser und Autos in der Hauptstadt in Brand gesetzt, Straßensperren errichtet und Schulbusse attackiert sowie Schüler mit Macheten angegriffen und einigen Jugendlichen die Hände abgehackt hatten.
Aus Protest gegen die ungezügelte illegale Einwanderung und enorm gestiegene Kriminalität haben Demonstranten im gesamten Territorium wochenlang Straßenblockaden errichtet. Im Februar 2024 erklärte der für die französischen Überseegebiete zuständige Minister Gérald Darmanin das Ende des bisher geltenden Jus soli auf Mayotte. Nach einer Verfassungsänderung sollen nur noch Kinder, die auf Mayotte geboren wurden, französische Staatsbürger werden können, wenn ihre Eltern dies schon sind. Außerdem soll der Familiennachzug nur für Personen erlaubt sein, die seit mindestens fünf Jahren eine Aufenthaltserlaubnis besitzen. Bei der Europawahl 2024 erreichte folglich die Anti-Immigrationspartei Rassemblement National unter Marine Le Pen auf Mayotte mit über 50 % der Stimmen ihr bestes Ergebnis aller Französischen Überseegebiete.

### Operation Wuambushu
Die Operation Wuambushu (mahorisches Wort im Sinne von „Wiederaufnahme“ – in die Hand nehmen) ist eine französische Polizeioperation, die ab April 2023 in Mayotte lief und darauf abzielte, Ausländer ohne Aufenthaltserlaubnis auszuweisen, Slums zu zerstören und die Kriminalität auf dem Archipel zu bekämpfen. Die Kriminalitätsrate auf Mayotte ist ungewöhnlich hoch: Brandstiftung, Einbrüche, Raub und Totschlag. Unter den Tätern sollen auch teilweise mit Macheten bewaffnete Jugendbanden sein, die in der politischen Debatte als illegale Einwanderer verortet werden.
Die Operation wurde am 22. Februar 2023 von der satirischen Wochenzeitung Le Canard enchaîné aufgedeckt und ihre Auslösung am 20. April 2023 vom französischen Innenminister Gérald Darmanin in einem Interview mit der Pariser Tageszeitung Le Figaro bestätigt.
Bei seinem Besuch in Mayotte im Dezember 2022 hatte Darmanin angekündigt, den Kampf gegen illegale Einwanderung verschärfen zu wollen. Illegale Einwanderer machten schon 30 % der Bevölkerung aus.
Anfangs wurde der Abriss der Elendsquartiere vom Gericht ausgesetzt. Nach über einem Monat, in dem es zu heftigen Auseinandersetzungen zwischen illegalen Einwanderern und aus Frankreich eingeflogenen Sicherheitskräften gekommen war, wurde der Abbruch von Elendsquartieren fortgesetzt und es wurden illegale Einwanderer mit Ausweisen der Komoren dorthin ausgeschifft. Die Fährverbindung zu den Komoren war drei Wochen lang unterbrochen worden und wurde dann wieder aufgenommen. Im September 2023 kündigte Gérald Darmanin den Abriss von 400 Behausungen (von ursprünglich geplanten 1000), 1.327 Verhaftungen, darunter fast alle Bandenführer, die identifiziert worden waren (55 von 59), und einen Rückgang der Gewaltdelikte um 10 % an. Journalisten zufolge hat die Operation Wuambushu ihre Ziele, die Slums und die Einwanderung zu reduzieren, nicht erreicht. Für Le Figaro war die Operation ein Fehlschlag.

## Verkehr

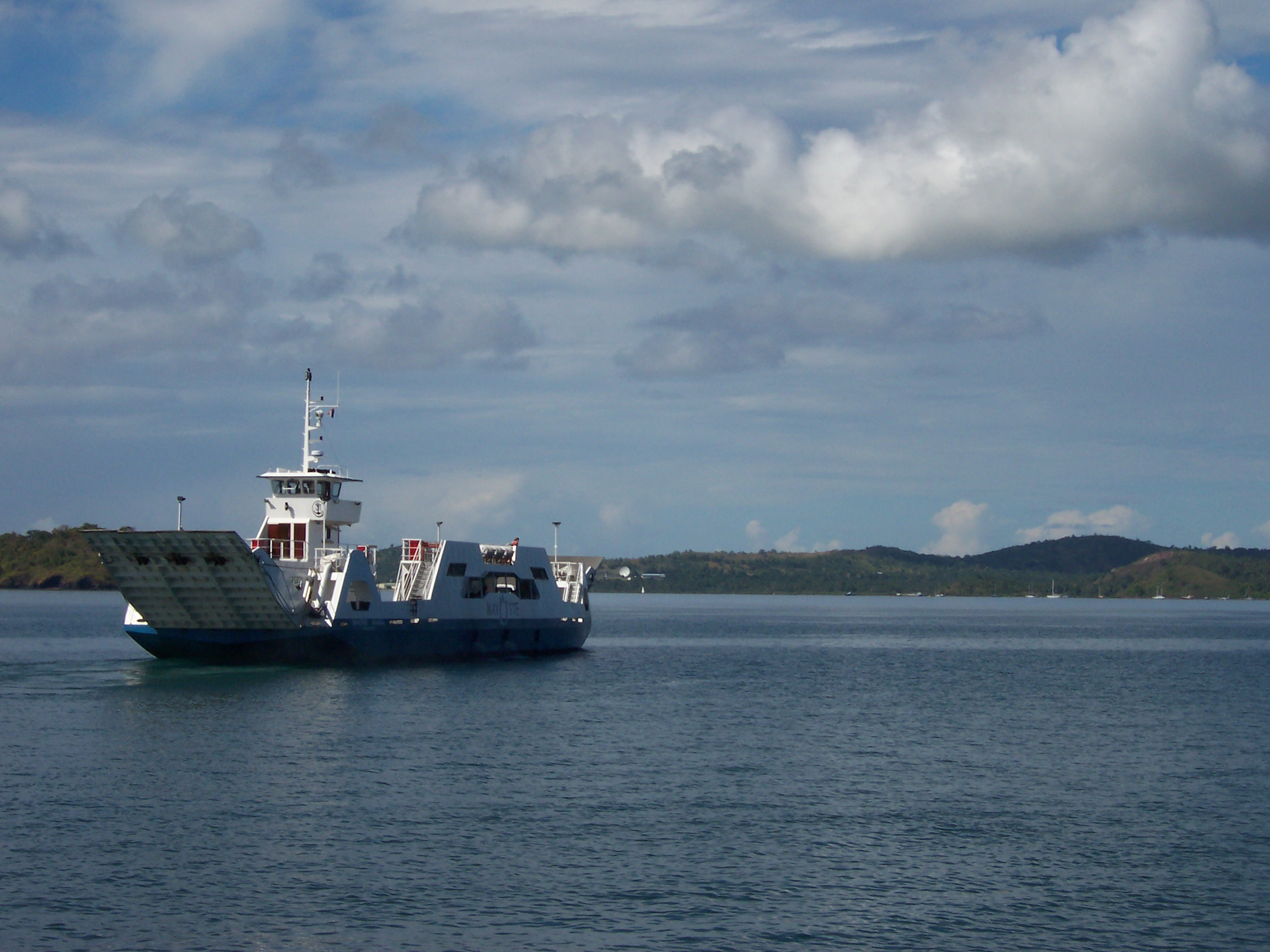
Fähre Mamoudzou – Dzaoudzi

Es existieren weder Schienenverkehr noch künstliche Wasserstraßen auf Mayotte.

### Straßen
Die Straßen auf Mayotte haben eine Gesamtlänge von 93 km. Davon sind 72 km befestigte und 21 km unbefestigte Straßen.

### Internationaler Flughafen
Der Flughafen Dzaoudzi Pamandzi ist der einzige Flughafen Mayottes.

### Häfen
- Dzaoudzi
- „Longoni“ (Koungou)
- Fährverbindung von Mamoudzou nach Dzaoudzi

## Wirtschaft
Die Insel lebt vor allem von den Einfuhrzöllen, der Agrarwirtschaft, den auf Zeit entsandten französischen Beamten und zu einem geringen Anteil vom Tourismus. Die meisten Güter müssen importiert werden. Die größten Wirtschaftspartner sind Frankreich und die Komoren, die gemeinsam etwa 95 % des Außenhandels abwickeln. Die Währung Mayottes ist der Euro.
Im Jahr 2022 betrug die Arbeitslosenquote 34 %.

## Sport
Mayotte ist weder Mitglied des Fußball-Weltverbandes FIFA noch der afrikanischen CAF, hat aber eine Fußballauswahl.